# Bandvingad snårtimalia
Bandvingad snårtimalia (Spelaeornis troglodytoides) är en asiatisk fågel i familjen timalior inom ordningen tättingar. Den förekommer i bergsskogar från nordöstra Indien till södra Kina. IUCN kategoriserar den som livskraftig.

## Utseende och läte
Bandvingad snårtimalia är en liten (10 cm), men långstjärtad rostbrun timalia. Den har vitfläckigt svartaktigt huvud, vitt bröst samt fint tvärstrimmiga vingar och stjärt. Sången är en upprepat, käck, rullande serie med fem till åtta toner: “chi’whi-whi’whi-whi’whi-whi’whi”.

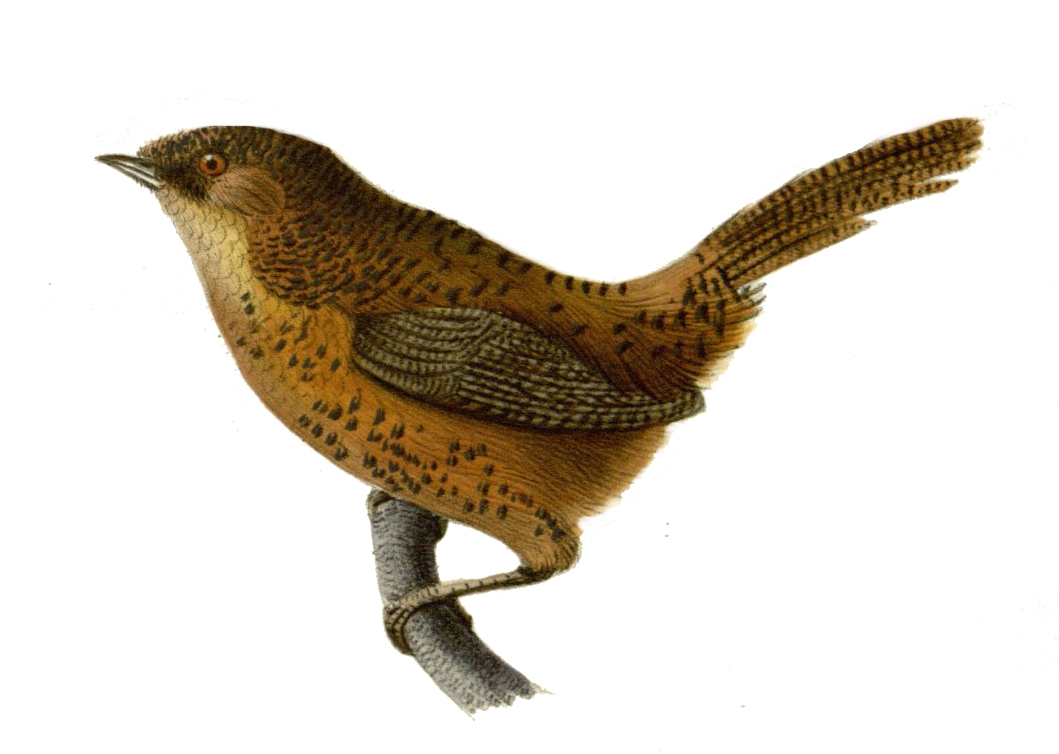

## Utbredning och systematik
Bandvingad snårtimalia delas in i sju underarter med följande utbredning:
- Spelaeornis troglodytoides sherriffi – östra Bhutan
- Spelaeornis troglodytoides indiraji – nordöstra Indien (sydöstra Arunachal Pradesh)
- Spelaeornis troglodytoides souliei – sydöstra Tibet till södra Kina (nordvästra Yunnan) och nordöstra Myanmar
- Spelaeornis troglodytoides rocki – södra Kina (nordvästra Yunnan öster om Mekongfloden)
- Spelaeornis troglodytoides troglodytoides – västra centrala Kina (Qinghai till nordvästra Sichuan)
- Spelaeornis troglodytoides nanchuanensis – sydcentrala Kina (centrala Sichuan, Hubei och Hunan)
- Spelaeornis troglodytoides halsueti – västra centrala Kina (Qinlingbergen i södra Shaanxi och näraliggande Gansu)

## Levnadssätt
Bandvingas snårtimalia återfinns i tät undervegetation och bambustånd i fuktig, kylig, tempererad skog mellan 1600 och 3500 meters höjd. Den ses i små grupper om upp till sex individer, till och med i slutet av april när den börjat häcka – häckningssäsongen är mellan mars och juni. Födan är insekter, bland annat skalbaggar. Arten är stannfågel.

## Status och hot
Arten har ett stort utbredningsområde och en stor population, men tros minska i antal till följd av fragmentering och habitatförstörelse, dock inte tillräckligt kraftigt för att den ska betraktas som hotad. Internationella naturvårdsunionen IUCN kategoriserar därför arten som livskraftig (LC).

## Namn
Fågeln kallades tidigare bandvingad smygtimalia på svenska, men blev tilldelat nytt namn eftersom den endast är avlägset släkt med smygtimaliorna i familjen marktimalior.